# Catholicisme en Ukraine

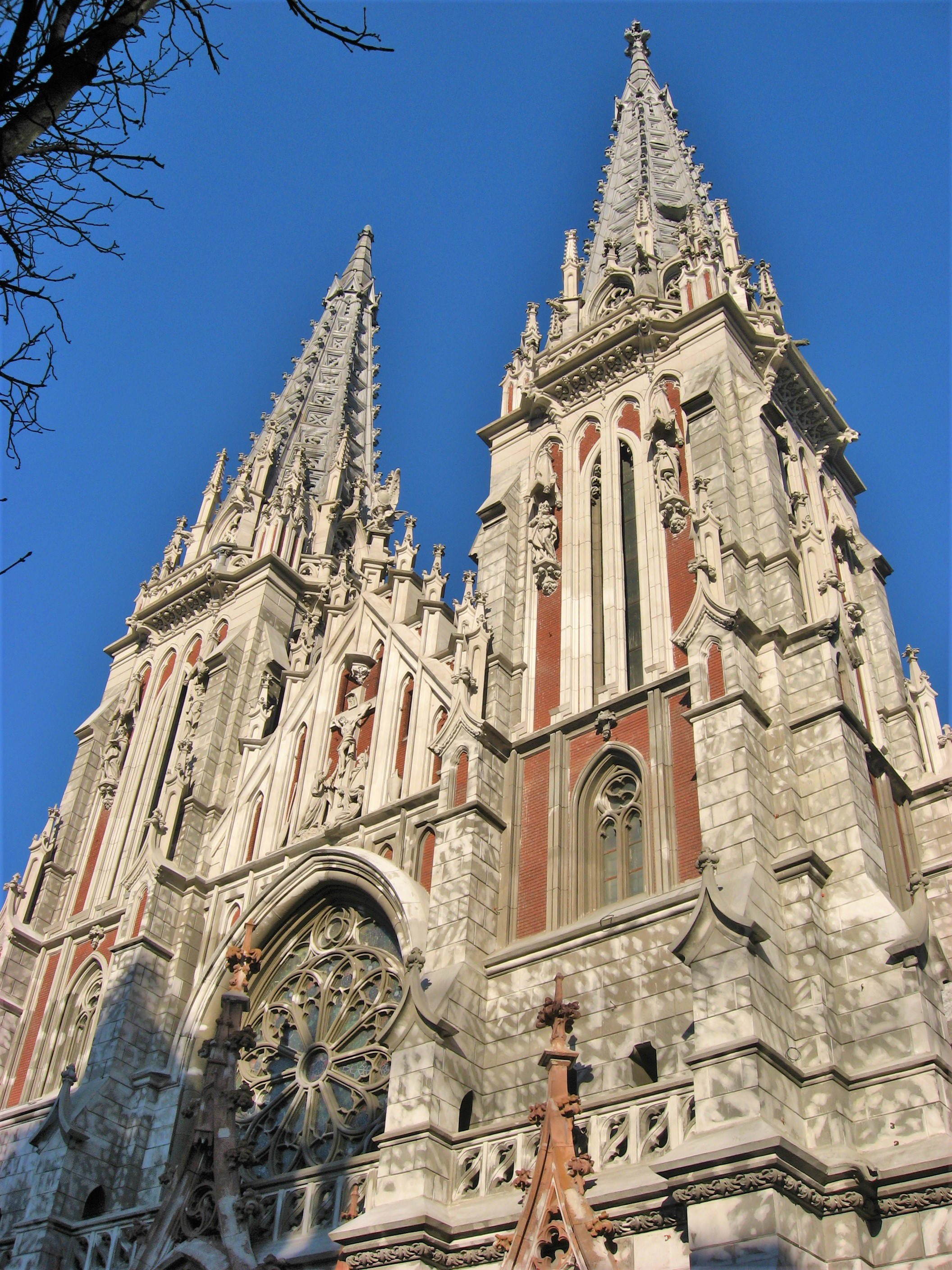
Cathédrale Saint-Nicolas de Kiev

Carte de la population catholique en Ukraine, tous rites confondus :
50 % à 66 % de catholiques
10 % à 33 % de catholique
moins de 10% de catholiques

Les Églises catholiques en Ukraine comprennent, parmi toutes les Églises chrétiennes en Ukraine, celles qui reconnaissent la primauté du pape, qu'elles soient de rite romain (devenues très minoritaires depuis l'expulsion des Polonais en 1945), de rite byzantin (largement majoritaires) ou de rite arménien.

## Généralités
L'Église catholique s'est implantée et développée en Ruthénie quand ce territoire a été conquis par le grand-duché de Lituanie. L'Ukraine avait été convertie au christianisme de rite byzantin depuis le baptême du grand-prince de Kiev Vladimir Ier dit « le Beau Soleil » en 988.
L'organisation de l'Église catholique a été dépendante des modifications des frontières. Après le troisième partage de la Pologne, la partie ouest de l'Ukraine actuelle, le royaume de Galicie et de Lodomérie a fait partie de l'empire d'Autriche et dépendait de l'archidiocèse de Lviv. La partie orientale était placée sous la souveraineté de l'Empire russe et relevait de l'archidiocèse de Moguilev. Après la Première Guerre mondiale et le traité de Versailles de nouveaux États ont été recréés. L'archidiocèse de Lvov s'est alors trouvé à l'intérieur des frontières de la deuxième république de Pologne. L'Empire russe est devenu l'Union des républiques socialistes soviétiques qui a défendu une politique d'athéisme, a combattu l'implantation des Églises à l'intérieur de ses frontières et toutes les religions. Les frontières ont été de nouveau modifiées après la Seconde Guerre mondiale. Lvov est devenu une ville de l'URSS tandis que ses diocèses suffragants sont restés polonais. La disparition de l'URSS et la création de nouveaux États a amené le Saint-Siège à mettre en place une nouvelle organisation de l'Église catholique dans l'est de l'Europe à partir de 1991.
Parmi les Églises catholiques en Ukraine on distingue :
- l'Église catholique de rite latin qui se compose d'une province ecclésiastique, l'archidiocèse de Lviv, ayant à sa tête un archevêque et six diocèses suffragants placés sous la direction d'un évêque ;
- des Églises catholiques orientales consistant en :
  - une Église grecque-catholique ukrainienne de rite byzantin ;
  - une Église grecque-catholique ruthène de rite byzantin ;
  - une Église catholique arménienne de rite arménien (ex. : église Saint-Pierre-et-Saint-Paul de Tchernivtsi).

Le catholicisme est la confession d'environ 4 millions d'habitants sur les 46 que compte le pays. Une petite partie de ces fidèles sont membres de l'Église de rite latin, mais la plus grosse part des fidèles sont membres de l'Église grecque-catholique ukrainienne, également catholique, mais de rite byzantin, qui ont une hiérarchie distincte. L'Église grecque-catholique ruthène et l'Église catholique arménienne ont des communautés moins importantes.
Une grande partie des catholiques ukrainiens de rite latin appartient à la minorité polonaise.

## Église catholique latine

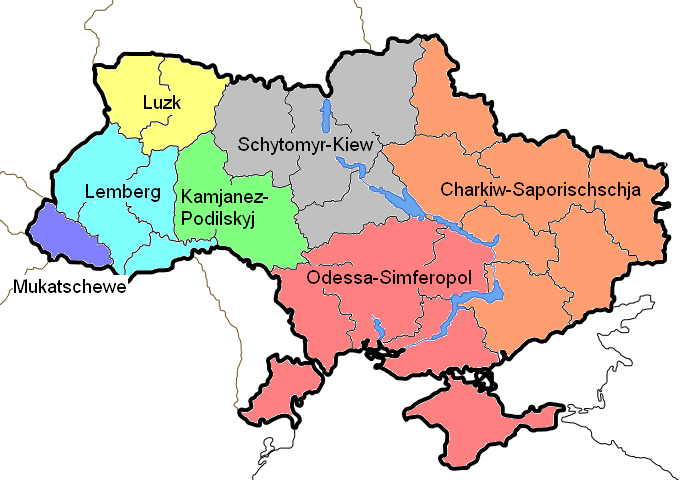
Archidiocèse et diocèses catholiques romains (noms en allemand)

L'Église catholique d'Ukraine compte un archidiocèse et six diocèses :
- archidiocèse de Lviv :
  - diocèse de Kiev-Jytomyr,
  - diocèse de Kamianets-Podilsky,
  - diocèse de Loutsk (Lutsk, Łuck),
  - diocèse de Moukatcheve,
  - diocèse de Kharkiv-Zaporijjia,
  - diocèse d'Odessa-Simferopol.

Les évêques de ces sept Églises particulières se retrouvent dans la Conférence des évêques catholiques romains d'Ukraine.

## Église grecque-catholique ukrainienne

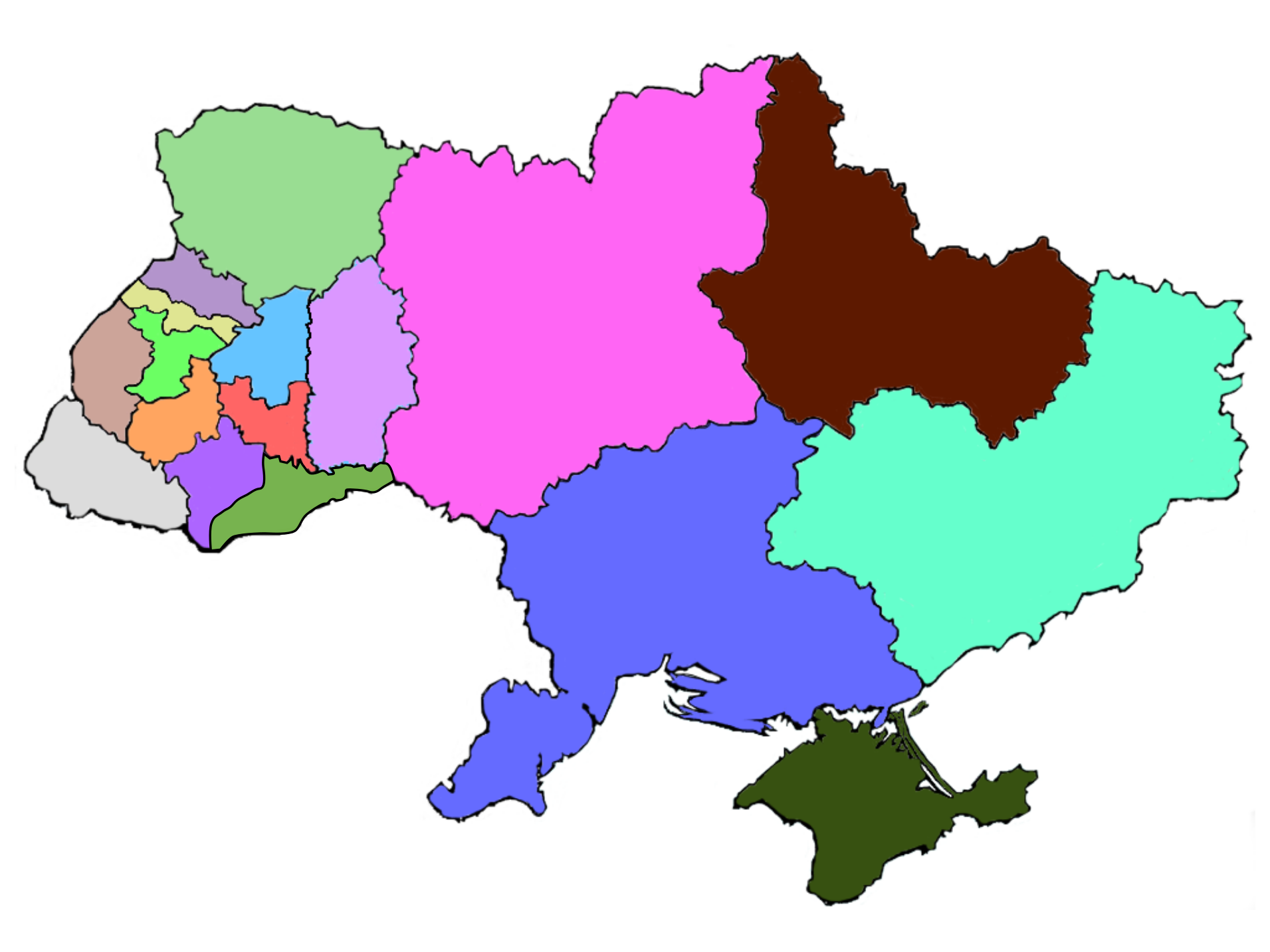
Les différentes éparchies en Ukraine

- Archéparchie majeure catholique ukrainienne de Kiev-Halytch placée sous la direction de l'archevêque majeur :
  - Archéparchie catholique ukrainienne de Kiev qui est l'archéparchie particulière à Kiev,
  - Exarchat archiépiscopal catholique ukrainien de Crimée,
  - Exarchat archiépiscopal catholique ukrainien de Donetsk,
  - Exarchat archiépiscopal catholique ukrainien de Kharkiv,
  - Exarchat archiépiscopal catholique ukrainien de Loutsk,
  - Exarchat archiépiscopal catholique ukrainien d'Odessa.
- Archéparchie catholique ukrainienne de Lviv :
  - Éparchie catholique ukrainienne de Stryï,
  - Éparchie catholique ukrainienne de Sambir-Drohobytch,
  - Éparchie catholique ukrainienne de Sokal-Jovkva.
- Archéparchie catholique ukrainienne de Ternopil-Zboriv :
  - Éparchie catholique ukrainienne de Boutchatch,
  - Éparchie catholique ukrainienne de Kamianets-Podilskyï.
- Archéparchie catholique ukrainienne d'Ivano-Frankivsk :
  - Éparchie catholique ukrainienne de Tchernivtsi,
  - Éparchie catholique ukrainienne de Kolomya.

## Église grecque-catholique ruthène
L'éparchie grecque-catholique ruthène de Moukatchevo dépend directement du Saint-Siège.

## Juridictions de l'Église catholique arménienne en Ukraine
- L'Ordinariat pour les catholiques de rite arménien de l'Europe de l'Est dépend directement du Saint-Siège.
- L'Archéparchie catholique arménienne de Lviv dépend du Patriarcat arménien catholique de Cilicie.